# دانشگاه (فیلم)
«دانشگاه» (انگلیسی: University (film)) یک فیلم است که در سال ۲۰۰۲ منتشر شد.